# Revers (numismatique)
Pour les articles homonymes, voir Revers.
En numismatique, le revers est le côté de la monnaie opposé à celui portant l'effigie ou le motif principal symbolisant l'autorité émettrice ou étatique. Son autre nom en langage populaire est le côté « pile ».
À partir du XVIe siècle, l'indication de la valeur faciale ou comptable de la pièce commence à y être le plus souvent gravée. L'opposé du revers est l'avers.

## Origines

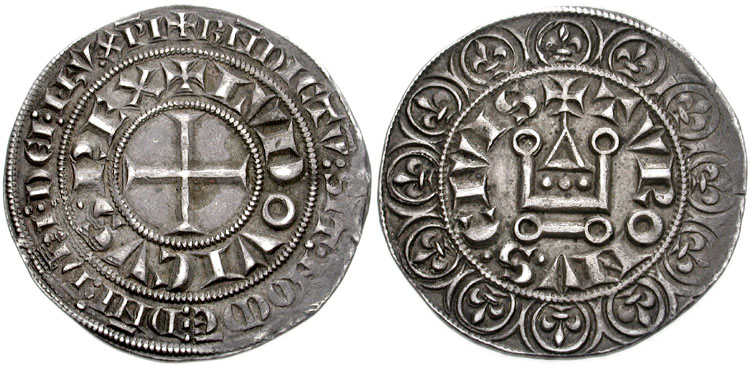
Gros tournois de Saint-Louis : à gauche, la « croix pattée entourée de la titulature du roi » à l'avers, et à droite, le « châtel tournois surmonté d'une croisette », l'avers.

L'origine du terme pile est incertaine. Une explication résiderait dans le fait qu'au XIIIe siècle, ce terme symbolisait en latin médiéval le coin inférieur du marteau qui frappe la monnaie,. Certains disent que le terme pile proviendrait du verbe piler parce que la pièce était pressée (ou pilée) entre deux poinçons. Le terme pile est un vieux mot signifiant navire, son utilisation proviendrait alors du terme romain « tête ou navire ». D'aucuns disent que pile et prince ont une étymologie commune, ce qui expliquerait l'attribution du terme pile au côté de la pièce représentant le souverain[source insuffisante][Ce passage est incohérent] ; d'autres soulignent le lien entre pile et le mot latin « peleus » signifiant « bonnet », ce dernier étant représenté sur certaines pièces. Une autre explication du terme pile viendrait du fait qu'au temps de Saint Louis, un temple soutenu de divers piliers (ou un châtel, château) est représenté sur un des côtés des pièces.